# Cal Pau Petit
Cal Pau Petit és una obra del municipi de Sant Boi de Llobregat (Baix Llobregat) inclosa en l'Inventari del Patrimoni Arquitectònic de Catalunya.

## Descripció
Es tracta d'un edifici que pertany clarament a la tendència historicista d'una part del modernisme autòcton, evident en la teulada de dues vessants, de teula, i en les portes i finestres de la planta baixa, amb arc rebaixat.
Els materials són els del moment, maó arrebossat i pintat, i amb unes cornises marcant fortament les tres franges horitzontals de les tres plantes de l'edifici. El sòcol i la cantonada arrodonida són de pedra i com en els marcs de les finestres i les portes de la planta baixa.
L'estil elegant de l'edifici ve reforçat pels originals laminats de ferro de les finestres i la porta dels baixos i pel balcó de la primera planta, que remarca la cantonada.

## Història
En els segles xviii i xix, en especial al segle xix, es van impulsar fortament els carrers Major, Mig (Vermell) i Baix (O'Donnell), amb les seves placetes. Això va propiciar la construcció de cases com cal Petit, amb un elegant cafè als baixos i habitatges als pisos superiors. El fet que la Plaça Presas sigui petita i en plena illa de vianants, fa que pugui conservar el seu catre de racó tranquil i la seva funció de lleure-relació.